# Bob Kulick
Bob Kulick (New York, 16 gennaio 1950 – Las Vegas, 28 maggio 2020) è stato un chitarrista e produttore discografico statunitense.
È conosciuto soprattutto per aver collaborato con i Kiss. Era inoltre il fratello maggiore di Bruce Kulick, che è stato chitarrista solista dei Kiss dal 1984 al 1996.

## Biografia
Bob Kulick esordì nei primi anni settanta come chitarrista in una band chiamata Hookfoot. Nel 1973 Kulick tenne un'audizione per entrare nella band dei Kiss come chitarrista solista, ma gli fu preferito Ace Frehley. I Kiss decisero di tenere da conto Bob impiegandolo nel caso in cui Frehley non potesse lavorare.
Con i Kiss Bob ha suonato in alcune tracce dell'album Alive II del 1977. Nel 1982, per l'abbandono di Ace Frehley, Bob fu impiegato come chitarrista provvisorio in attesa di un nuovo chitarrista. In quest'arco di tempo Bob ha suonato le tracce inedite dell'album Killers, e in una sola traccia dell'album Creatures of the Night.
Bob Kulick ha inoltre collaborato con Paul Stanley sia per il suo album solista del 1978, sia nel suo tour del 1989, sempre da solista.
All'infuori dei Kiss, Kulick ha suonato in alcuni dischi di Meat Loaf, e con i W.A.S.P. negli album The Crimson Idol e Still Not Black Enough, senza mai esibirsi in pubblico. Bob suonò  per il disco omonimo Michael Bolton del musicista Michael Bolton e per Lou Reed.
Bob Kulick formò negli anni ottanta il gruppo Balance con Peppy Castro e Doug Katsaros, che riscosse un buon successo.
Nel 2001 fu coautore con David Glenn Eisley del brano "Sweet victory".
Dal 1983 aveva una relazione con Stella Stevens, attrice molto nota negli anni sessanta e settanta.
È stato trovato morto il 28 maggio 2020 nella sua casa di Las Vegas e secondo il referto del coroner a causa di problemi cardiaci.
Stando a quanto riportato dal fratello Bruce, Bob, aveva avuto contatti col suo medico personale per dolori al petto e palpitazioni e che avrebbe dovuto essere preso in cura, ma il tutto venne rimandato a causa della pandemia in corso.

## Discografia

### Kiss
- 1978 - Alive II
- 1978 - Paul Stanley
- 1982 - Killers
- 1982 - Creatures of the Night

### Balance
- 1981 -  Balance
- 1982 -  In For the Count
- 2009 -  Equilibrium

### Meat Loaf
- 1984 - Bad Attitude
- 1987 - Live
- 1998 - The Very Best of Meat Loaf

### Skull
- 1991 -  No Bones About It
- 2018 -  No Bones About It: Expanded Edition
- 2018  -  Skull II: Now More Than Ever

### W.A.S.P.
- 1992 - The Crimson Idol
- 1995 - Still Not Black Enough

### Blackthorne
- 1993 -  Afterlife
- 2016 -  Don't Kill the Thrill

### Solista
- 2017 - Skeletons in the Closet

### Altri album
- Lou Reed - Coney Island Baby (1976)
- Michael Bolton - Michael Bolton (1983)
- Marc Ferrari and Friends - Guest List (1995)
- Mystic Healer - Mystic Healer (1998)
- Doro - Calling the Wild (2000)
- Jack Russell - For You (2002)
- M.S.G. - Heavy Hitters (2005)

### Tribute album
- Dragon Attack: A Tribute to Queen (1997)
- Thunderbolt: A Tribute to AC/DC (1998)
- Humanary Stew: A Tribute to Alice Cooper (1999)
- Bat Head Soup: A Tribute to Ozzy (2000)
- Numbers from the Beast: An All Star Salute to Iron Maiden (2005)
- Welcome to the Nightmare: An All Star Salute to Alice Cooper (2006)

## Videografia
- Kiss Forever (2005), con Bruce Kulick